# Zbigniew Dunin-Wilczyński
Zbigniew Dunin-Wilczyński (ur. 1949) – polski historyk i muzealnik specjalizujący się w historii wojskowości i falerystyce. Pracował na stanowisku starszego kustosza w Muzeum Wojska Polskiego w Warszawie.
Absolwent Wydziału Historycznego Uniwersytetu Warszawskiego, doktorat uzyskał na Wydziale Nauk Historycznych i Społecznych Uniwersytetu Kardynała Stefana Wyszyńskiego.
Jego książka o francuskiej Legii Honorowej została wyróżniona podczas przyznawania nagrody im. prof. Jerzego Skowronka na Targach Książki Historycznej w 2007.
Wśród jego publikacji książkowych można wymienić m.in.:
- Wojsko polskie w Iraku 1942-1943 (1993)
- Monte Cassino 1944-1994 (1994)
- Legia Honorowa. Zarys historii orderu (1997, 2002, 2006)
- Order Świętego Stanisława (2006)
- Pustynia i skorpiony. Wojsko Polskie w Iraku 1942-1943 (2007)
- Minarety Bagdadu. Antologia poezji polskiej w Iraku 1942-1943 (2008)
- Od Belwederu do Pałacu Elizejskiego... Polska – Francja w dwudziestoleciu międzywojennym (2012)
- Ryngraf polski. Rzecz o historii i tradycji (współautor, 2014)
- Ocalić od zapomnienia (2015)